# (Fool Time) Job
Pour plus de détails, voir Fiche technique et Distribution.
(Fool Time) Job est un film d'animation français de court métrage réalisé par Gilles Cuvelier et sorti en 2017.

## Synopsis
Le film suit Pedro, un père de famille vivant dans une région défavorisée du nord de la France, qui finit par trouver un travail plutôt étrange. Bien que ce dernier lui permette d'améliorer considérablement son ordinaire, la question finit par se poser de devoir tout accepter pour garder un travail.

## Fiche technique
- Titre : (Fool Time) Job
- Titre anglophone : (Fool Time) Job
- Durée : 16 minutes 30
- Réalisation et scénarios : Gilles Cuvelier
- Montage : Gilles Cuvelier
- Décors : Gilles Cuvelier
- Animation : Gilles Cuvelier, Gabriel Jacquel, Thomas Machart, Marine Blin
- Compositing : Gilles Cuvelier, Gabriel Jacquel
- Son : Fred Meert, Bertrand Boudaud
- Producteurs : Gilles Cuvelier et Richard Van den Boom (Papy3D)

## Distinctions
Le film a remporté l'Emile Award pour les décors et designs de personnages 2018,.
Il a par ailleurs fait partie des 10 courts-métrages présélectionnés pour les Césars 2019,.
Il a également remporté des prix majeurs à Uppsala, à Stuttgart et Seoul SICAF. Le film est devenu Vimeo Staff Pick en janvier 2019.